# Zivilverfahrensrecht (Europäische Union)
Das Internationale Zivilverfahrensrecht oder das Internationale Zivilprozessrecht (der Mitgliedstaaten der Europäischen Union) wurde durch mehrere Verordnungen vereinheitlicht und kann sodann als Europäisches Zivilverfahrensrecht bezeichnet werden. Dies sind besonders die EuGVVO (Brüssel-Ia-VO) und die Brüssel IIb-VO (auch EuEheVO) für die Internationale Zuständigkeit, die Verordnung (EG) Nr. 805/2004 (EuVTVO) über den Europäischen Vollstreckungstitel, die Verordnung (EG) Nr. 1896/2006 über das Europäische Mahnverfahren, die Verordnung (EG) Nr. 1393/2007 über die Zustellung von Schriftstücken, die Verordnung (EG) Nr. 1206/2001 über die Beweisaufnahme, die Bestimmungen über das Europäische Bagatellverfahren und die Verordnung (EU) Nr. 655/2014 über die grenzüberschreitenden vorläufige Kontenpfändung.

## Erkenntnisverfahren

### Internationale Zuständigkeit
Die Internationale Zuständigkeit bestimmt, die Gerichte welchen Staates einen Rechtsstreit zu entscheiden haben.

#### Zivil- und Handelssachen: EuGVVO (Brüssel-Ia)

##### Anwendbarkeit
Die Europäische Gerichtsstands- und Vollstreckungsverordnung EuGVVO, oder auch Brüssel-Ia-VO genannt, ist anwendbar, wenn ihr sachlicher, räumlich-persönlicher sowie zeitlicher Anwendungsbereich eröffnet ist. Sachlich ist der Anwendungsbereich eröffnet, wenn nach Art. 1 Abs. 1 EuGVVO eine Zivil- oder Handelssache vorliegt; was eine Zivil- und Handelssache ist, ist nicht nach der lex fori, sondern verordnungsautonom zu bestimmen, damit die Anwendung der Verordnung europaweit einheitlich ist. Zeitlich ist die Verordnung für alle Klagen anwendbar, die am 10. Januar 2015 oder danach erhoben wurden (Art. 66 Abs. 1 EuGVVO). Für Altfälle gilt nach Art. 66 Abs. 2 EuGVVO weiterhin die Brüssel-I-VO. Aus den Art. 4–6 EuGVVO folgt, dass Voraussetzung des räumlich-persönlichen Anwendungsbereiches grundsätzlich ist, dass der Beklagte seinen Wohnsitz in einem Mitgliedstaat der EU hat. Gesellschaften und juristische Personen haben ihren Wohnsitz gemäß Art. 63 EuGVVO an dem Ort, an dem sich ihr satzungsmäßiger Sitz, ihre Hauptniederlassung oder ihre Hauptverwaltung befindet.
In Verbrauchersachen wird durch Art. 17 Abs. 2 EuGVVO der räumlich-persönliche Anwendungsbereich der Verordnung ausgedehnt, wenn der Beklagte zwar keinen Wohnsitz, aber eine Niederlassung in einem Mitgliedstaat hat. Der Begriff der Verbrauchersache wird in Art. 17 Abs. 1 EuGVVO definiert. Der EuGH hat das Erfordernis der Niederlassung insoweit konkretisiert, als die fragliche Einrichtung 1. einen Mittelpunkt geschäftlicher Tätigkeit darstellen muss und 2. als Außenstelle ihres ausländischen Stammhauses nach außen hervortreten muss. Mit dem Urteil vom 7. Dezember 2010 hat der EuGH präzisiert, dass die bloße Benutzung einer Website durch einen Gewerbetreibenden als solche noch nicht zur Geltung der Zuständigkeitsregeln der EuGVVO führt, die dem Schutz der Verbraucher anderer Mitgliedstaaten dienen. Der EuGH hat damit die unionsrechtlichen Regeln über die gerichtliche Zuständigkeit für Verbraucherverträge in Fällen präzisiert, in denen Dienstleistungen im Internet angeboten werden.

##### Allgemeiner Gerichtsstand
Der Grundsatz actor sequitur forum rei gilt auch in den europäischen Zuständigkeitsregeln. Abgesehen von Ausnahmen durch ausschließliche Zuständigkeiten, Gerichtsstandsvereinbarungen und Ausnahmen bei individuellen Arbeitsverträgen sowie bei Verbraucher- und Versicherungssachen kann gem. Art. 4 Abs. 1 EuGVVO stets am Wohnsitz des Beklagten geklagt werden. Bei natürlichen Personen verweist Art. 62 auf die lex fori, bei juristischen Personen bestimmt die Verordnung selbst in Art. 63, dass es sich um den Ort des satzungsmäßigen Sitzes, der Hauptverwaltung oder der Hauptniederlassung handeln kann.

##### Besondere Gerichtsstände
Aus den Art. 7–9 ergeben sich weitere Zuständigkeiten
- ratione materiae: Bei Ansprüchen aus einem Vertrag kann etwa auch am Erfüllungsort geklagt werden, bei Ansprüchen aus unerlaubter Handlung am Ort des schädigenden Ereignisses.
- aus Gründen prozessualer Verknüpfung bei einer Klage gegen mehrere Personen, bei Gewährleistungs- und Interventionsklagen, Widerklagen sowie bei der Verknüpfung von Klagen aus vertraglichen Ansprüchen mit solchen über dingliche Recht an unbeweglichen Sachen.
- Zudem kann ein Unternehmen am Ort einer Niederlassung verklagt werden, wenn es sich um Streitigkeiten aus dem Betrieb dieser Niederlassung handelt.
- Der besondere Gerichtsstand der unerlaubten Handlung beurteilt sich grundsätzlich nach der Mosaiktheorie.

##### Versicherungs-, Verbraucher- und Arbeitsverträge
Ein Großteil der Regelungen der Verordnung über die internationale Zuständigkeit dient dem Schutz des typischerweise schwächeren Vertragsteil. Die Bestimmungen der Art. 10–23 verdrängen die Zuständigkeiten der Art. 4–9, mit Ausnahme des Niederlassungsgerichtsstands des Art. 7 Nr. 5, und lassen abweichende Gerichtsstandsvereinbarungen nur unter bestimmten Voraussetzungen zu. Versicherungsnehmer und Verbraucher haben die Möglichkeit ihren Vertragspartner nicht nur an deren, sondern auch an ihrem eigenen Wohnsitz zu verklagen. Sie selbst können dagegen nur an ihrem Wohnsitz verklagt werden; sollten sie dementgegen trotzdem im Ausland verklagt werden, so ist jedoch gegebenenfalls ein ausländisches Versäumnisurteil gegen sie möglich, das nicht nur nach der EuGVVO, sondern auch nach der EuVTVO am Wohnsitz zwangsvollstreckt werden könnte. Für Arbeitnehmer gilt auf der Beklagtenseite dasselbe, klagen können sie außer am Sitz des Arbeitgebers auch am Ort der gewöhnlichen Verrichtung der Arbeit. Inwieweit ein Arbeitnehmer oder Kreditnehmer kein Verbraucher im Sinne der EuGVVO ist, hängt von den konkreten Umständen des Einzelfalls ab.

##### Ausschließliche Zuständigkeiten
Art. 24 begründet einige Zuständigkeiten, die alle anderen an sich möglichen Gerichtsstände verdrängen. Abweichende Vereinbarungen der Parteien sind nicht zulässig. Ausschließliche Gerichtsbarkeit besteht in folgenden Fällen:
- Dingliche Rechte an unbeweglichen Sachen sowie Miet- und Pachtverträge über dieselben.
- organisationsrechtliche Fragen juristischer Personen
- Eintragungen in öffentliche Register
- Eintragungen und Gültigkeit von Patenten, Marken, Mustern und Modellen

Bei letzteren hat der EuGH die umstrittene Frage, ob die ausschließliche Gerichtsbarkeit auch inzident in Vertragsverletzungsverfahren geltend gemacht werden kann, positiv entschieden.

##### Gerichtsstandsvereinbarungen
Die internationale Zuständigkeit kann gem. Art. 25 grundsätzlich auch durch Prorogation begründet werden. Voraussetzung ist, dass die Parteivereinbarung formalen Anforderungen entspricht. Anerkannt sind die Schriftform, mündliche Vereinbarungen mit schriftlicher Bestätigung, Gepflogenheiten der Parteien sowie internationale Handelsbräuche. Materielle Grenzen ergeben sich aus den ausschließlichen Zuständigkeiten und den Regelungen zum Schutz von Versicherungsnehmern, Verbrauchern und Arbeitnehmern.
Nach Art. 26 Abs. 1 kann eine Gerichtsstandsvereinbarung auch konkludent erfolgen: Lässt sich der Beklagte auf das Verfahren ein, begründet dies die Kompetenz des Gerichts. Dies gilt nicht, wenn er sich nur deshalb einlässt, um mangelnde Zuständigkeit geltend zu machen oder wenn ein anderes Gericht nach Art. 24 ausschließlich zuständig ist.

##### Rechtshängigkeit und zusammenhängende Verfahren
Gemäß Art. 29 Abs. 1 gilt bei konkurrierender Rechtshängigkeit grundsätzlich das Prioritätsprinzip: Werden bei Gerichten verschiedener Mitgliedstaaten Klagen wegen desselben Anspruchs zwischen denselben Parteien anhängig gemacht, hat das später angerufene Gericht das Verfahren so lange auszusetzen, bis die Zuständigkeit des zuerst angerufenen Gerichts feststeht. Etwas anderes gilt nach Art. 32 Abs. 1, wenn ein Gericht angerufen wird, das aufgrund einer Gerichtsstandsvereinbarung nach Art. 25 zuständig ist. In diesem Fall muss das zuerst angerufene Gericht das Verfahren aussetzen, bis das aufgrund der Gerichtsstandsvereinbarung angerufene Gericht über seine Zuständigkeit entschieden hat.
Bei Prozessen, die sich zwar nicht auf denselben Gegenstand beziehen, aber miteinander zusammenhängen, haben die Gerichte nach Art. 30 die Möglichkeit, das Verfahren auszusetzen. In erstinstanzlichen Verfahren können sie sich unter bestimmten Voraussetzungen auch für unzuständig erklären.

#### Bestimmte Ehe- und Kindschaftssachen: Brüssel IIb-VO
Die internationale Zuständigkeit für Entscheidungen über die Ehescheidung, die Trennung ohne Auflösung des Ehebandes oder die Ungültigerklärung einer Ehe sowie für Verfahren betreffend die elterliche Verantwortung wird durch die Brüssel-IIb-VO geregelt.

## Anerkennung und Vollstreckung ausländischer Urteile

### Anerkennung
Die Anerkennung ausländischer Urteile erfolgt nach den Brüssel-Verordnungen automatisch. Urteile der Gerichte eines Mitgliedsstaats gelten laut Art. 33 auch in allen anderen, können aber in einem eigenen Verfahren oder inzident bei der Entscheidung über eine Klage, die sich auf dieses Urteil stützt überprüft werden. Die Anerkennung kann nach Art. 34 und 35 EuGVVO nur aus folgenden Gründen verweigert werden (in der Brüssel-IIa-Verordnung bestehen ähnliche):
- Unvereinbarkeit mit dem ordre public des Mitgliedsstaates. Dies bezieht sich sowohl auf materiell-rechtliche wie auch auf prozessuale Grundsätze.
- fehlendes rechtliches Gehör des Beklagten aufgrund nicht rechtzeitiger Zustellung der Klageschrift
- Unvereinbarkeit mit einem Urteil eines Gerichts des Mitgliedsstaats
- Unvereinbarkeit mit einem in derselben Sache ergangenen Urteil eines anderen Mitgliedsstaats oder Drittstaats
- Verletzung der ausschließlichen Zuständigkeiten des Art. 22 oder derjenigen zum Schutz von Versicherungsnehmern, Verbrauchern und Arbeitnehmern. Eine weitergehende Zuständigkeitsprüfung kann sich nur aus bilateralen Verträgen ergeben (Art. 72).

Ist gegen die Entscheidung in dem Mitgliedstaat, in dem sie ergangen ist, ein Rechtsbehelf anhängig, kann das Anerkennungsverfahren gem. Art. 37 ausgesetzt werden.

### Vollstreckung
Bis zur Neufassung der EuGVVO 2012, musste der Vollstreckung eine Vollstreckbarerklärung vorausgehen, welche die Basis für die Vollstreckung in dem jeweiligen Mitgliedstaat bildete. Es bedarf zwar immer noch eines Antrags des Berechtigten zur Vollstreckung, aber diese kann ohne ein vorausgehendes  Exequaturverfahren erfolgen. Dieses Exequaturverfahren wurde mit der Revision der EuGVVO komplett abgeschafft.